# Kapp, Norge

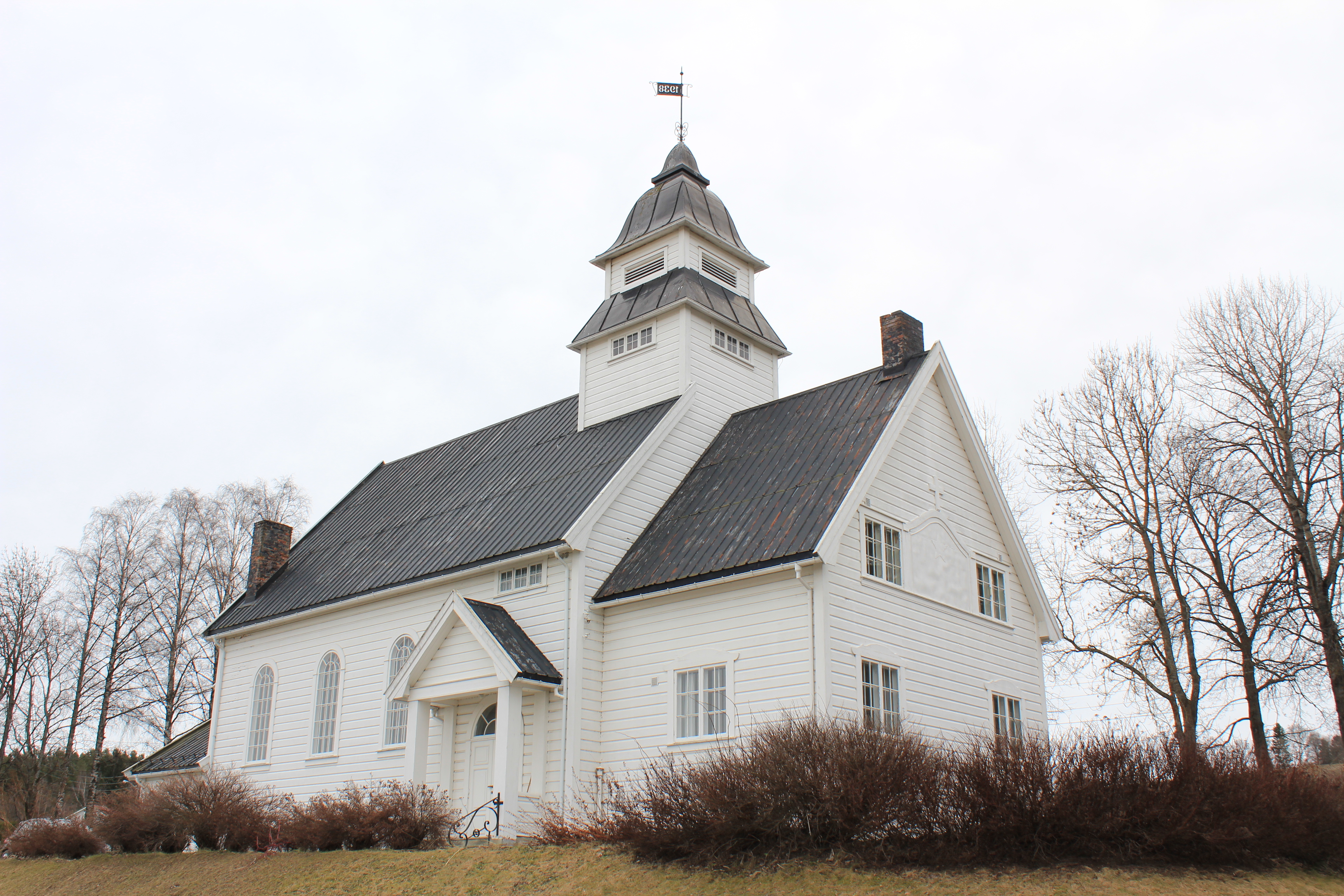
Kapps kyrka.

Kapp är en tätort och kyrkby i Østre Totens kommun i Innlandet fylke i sydöstra Norge. Orten ligger vid sidan av fylkesväg 33, på västra sidan av sjön Mjøsa. Här finns Kapps kyrka.
Med 2 145 invånare den 1 januari 2022 är orten kommunens största tätort.